# Pascal (microarchitettura)

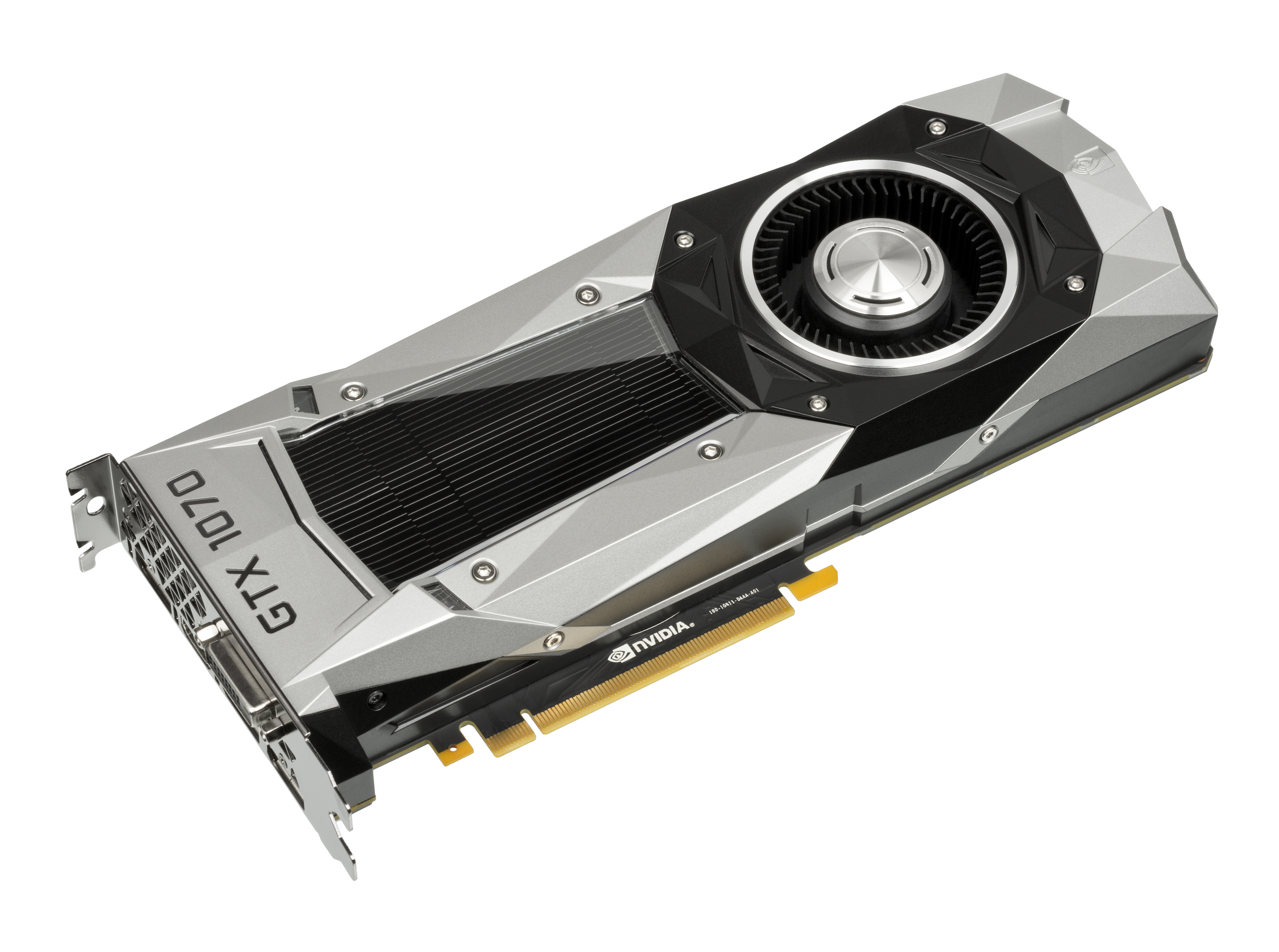
Scheda video NVIDIA GTX 1070, prodotta a partire da giugno 2016.

Pascal è il nome in codice per una microarchitettura GPU sviluppata da Nvidia, come il successore dell'architettura Maxwell.
L'architettura è stata introdotta per la prima volta nell'aprile 2016 con l'uscita della Tesla P100 (GP100) il 5 aprile 2016 ed è utilizzata principalmente nella serie GeForce 10, a partire dalla GeForce GTX 1080 e dalla GTX 1070 (entrambe con GPU GP104), che sono stati rilasciati rispettivamente il 17 maggio 2016 e il 10 giugno 2016. Pascal è prodotto utilizzando il processo FinFET a 16 nm.
L'architettura prende il nome dal matematico e fisico francese del XVII secolo, Blaise Pascal.